# Condado
Condado este un oraș în Paraíba (PB), Brazilia.